# معيار عدد مركب

في المستوي المركب، إذا كانت z هي لاحقة النقطة M، فإن معيار z هي عبارة عن مسافة بين النقطة M و مبدأ المَعْلَم.

ليكن العدد المركب (يسمى أيضًا العدد العقدي) {\displaystyle z=a+ib}، نعرف معيار عدد مركب (يطلق عليه أيضًا اسم القيمة المطلقة لعدد مركب أو مقياس أو طويلة عدد مركب ) على أنه العدد الحقيقي الموجب: 
حيث {\displaystyle {\bar {z}}} هو مرافق العدد المركب.

## خاصيات أساسية
لكل {\displaystyle z_{1}} و {\displaystyle z_{2}} من C:
1. {\displaystyle |z|\geq 0}
2. {\displaystyle |z|=0\Leftrightarrow z=0}
3. {\displaystyle |z_{1}z_{2}|=|z_{1}||z_{2}|}
4. {\displaystyle \left|{z_{1} \over {z_{2}}}\right|={|z_{1}| \over {|z_{2}|}}} ، إذا كان {\displaystyle z_{2}\neq 0}
5. {\displaystyle |z_{1}+z_{2}|\leq |z_{1}|+|z_{2}|}
6. {\displaystyle |z_{1}+z_{2}|\geq |~|z_{1}|-|z_{2}|~|}

من المفيد تأويل التعبير |x - y| على أنه المسافة بين العددين المركبين x و y في المستوى العقدي.

## طالع أيضًا
- عمدة عدد مركب